# Богетколь
Богетко́ль (каз. Бөгеткөл) — колишнє село у складі Айтекебійського району Актюбинської області Казахстану. Ліквідоване в 2015 році. Входить до складу сільського округу Темірбека Жургенова.
У радянські часи село називалось Бугетколь.
Населення — 123 особи (2009; 182 в 1999).